# Уфкир, Мохамед
Мохамед Уфкир (араб. محمد أوفقير‎; 14 мая 1920, Айн-Шер, Французский протекторат Марокко — 16 августа 1972, Рабат, Королевство Марокко) — марокканский генерал и государственный деятель, адъютант короля Мухаммеда V, доверенный силовик короля Хасана II. Министр внутренних дел в 1964—1971, министр обороны в 1971—1972. Возглавлял спецслужбу DGSN, руководил репрессиями против оппозиции. Заочно осуждён во Франции за похищение и убийство Махди Бен Барки. В 1972 организовал военный заговор против Хасана II. Был арестован и, вероятно, убит. По официальной версии, покончил с собой.

## Происхождение и образование
Родился в горном селении Французского протектората Марокко. Происходил из небогатого, но знатного семейства. Берберский род Уфкир переселился в Марокко из алжирского Сиди-Бель-Аббеса. Ахмед Уфкир, отец Мохамеда Уфкира, в 1909 получил титул паши от французского генерал-резидента Юбера Лиоте.
Школьное образование Мохамед Уфкир получил в Азру. Затем окончил Военную академию Дар-эль-Бейда в Мекнесе. В 1941 в звании второго лейтенанта поступил на службу во французскую армию.

## Военная служба

### Французский офицер
Мохамед Уфкир служил в полку марокканских стрелков. В 1944 в рядах Французского экспедиционного корпуса генерала Жюэна участвовал в Итальянской кампании. Воевал против немецких войск, отличился в Битве под Монте-Кассино, несколько раз был ранен. Награждён французским Военным крестом и американской Серебряной звездой.
С 1947 по 1949 Мохамед Уфкир — офицер французского Экспедиционного корпуса на Индокитайской войне. Участвовал в боях против коммунистического Вьетминя. Был награждён орденом Почётного легиона. Тесно сотрудничал с французской разведкой SDECE. В 1950 Мохамед Уфкир в звании капитана прикомандирован к штабу французского командующего в Марокко генерала Дюваля.

### Адъютант монарха
Репутация Мохамеда Уфкира как заслуженного офицера и партнёра французской спецслужбы привлекла внимание султана Марокко Мухаммеда V. В 1955 Мохамед Уфкир участвовал в урегулировании кризиса, связанного с детронизацией султана Бен Арафы и возвращением Мухаммеда V. Был включён в свиту Мухаммеда V и назначен его адъютантом.
2 марта 1956 провозглашена независимость Марокко, 14 августа 1957 султанат преобразован в королевство. Мухаммед V принял титул короля Марокко. Подполковник Мохамед Уфкир оставался королевским адъютантом. Заведовал особо конфиденциальными вопросами безопасности. В задачи Уфкира входило установление государственного контроля над антиколониальным ополчением, партиями Истикляль и Национальный союз народных сил (UNFP), преобразование Марокканской освободительной армии в Королевские вооружённые силы. В 1958 Уфкир активно участвовал в подавлении Рифского восстания. В 1960 король назначил полковника Уфкира начальником тайной политической полиции — Генерального директората национальной безопасности (DGSN). Политически Уфкир стоял на крайне консервативных позициях, выступал за монархическую диктатуру, предостерегал Мухаммеда V от планов либерализации.

## Начальник королевской госбезопасности

### Организатор репрессий
26 февраля 1961, после смерти Мухаммеда V, королём Марокко стал Хасан II. В отличие от отца, новый монарх был однозначно ориентирован на единовластие внутри страны, примыкание к Западу в глобальном антикоммунистическом противостоянии во внешней политике. Это полностью совпадало с позициями Мохамеда Уфкира.
Карательная политика резко ужесточилась. Начался период, вошедший в историю Марокко как «годы свинца». Мощная репрессивная кампания пришлась на 1963, после парламентских выборов, показавших рост оппозиционных настроений. Около пяти тысяч человек были арестованы, брошены в тюрьмы, подвергнуты пыткам. Главный удар был нанесён по UNFP, во главе которого стоял Махди Бен Барка, признанный лидер марокканской оппозиции. Руководили репрессиями Мохамед Уфкир, его заместитель Ахмед Длими и Дрис Басри. Писатель-диссидент Мумен Диури впоследствии вспоминал о пытках, которым подвергал его Уфкир. Диури также сообщал о нескольких внесудебных казнях. Обречённых сбрасывали в наручниках в колодцы со змеями и скорпионами.
В марте 1965 студенческие протесты вылились в массовые беспорядки в Касабланке. К студентам примкнули рабочие, безработные, люмпены из трущоб. Подавление Хасан II поручил генералу Уфкиру. Правительственные силы пустили в ход армейские танки, Уфкир собственноручно вёл пулемётный огонь с вертолёта.
Хасан II высоко ценил решительность и жестокость Мохамеда Уфкира. В 1964 Уфкир был назначен министром внутренних дел (до 1970 он одновременно возглавлял DGSN, затем на этом посту его сменил Ахмед Длими). На следующий год король присвоил ему звание дивизионного генерала. Уфкир играл важную роль в стабилизации и укреплении королевского режима, но в обществе приобрёл репутацию жестокого карателя. Его имя вызывало массовую ненависть. Тому способствовал и внешний имидж холодной безжалостности.

### Убийство Махди Бен Барки
Осенью того же 1965 генерал Уфкир руководил спецоперацией против Махди Бен Барки. С оппозиционным лидером их разделяла и многолетняя личная вражда — Бен Барка выдвигал политическое требование уволить из марокканской армии и полиции бывших офицеров колониальной службы. Бен Барка вынужден был эмигрировать и находился в Париже. События в Касабланке побудили Хасана II устранить оппозиционного лидера. Решение вопроса король поручил Уфкиру и Длими. В результате совместной спецоперации Бен Барка был задержан французской полицией и передан марокканским агентам. Уфкир и Длими тайно прибыли во Францию. Допрос сопровождался жестокими пытками под руководством Уфкира. 2 ноября 1965 Бен Барка был убит, причём последний смертельный удар кинжалом Уфкир нанёс лично.
Во Франции разразился политический скандал и расследование. Были выданы ордера на арест Уфкира и Длими. Президент Франции Шарль де Голль выступил с жёстким заявлением, создавшим напряжённость во франко-марокканских отношениях. Ахмед Длими прибыл во Францию, несколько месяцев провёл в парижской тюрьме и предстал перед судом. Урегулировать ситуацию помог куратор африканской политики де Голля Жак Фоккар, близкий к Хасану II. 5 июня 1967 Ахмед Длими был оправдан за недостатком улик. Уфкиру заочно вынесен обвинительный приговор, после чего у него возникли проблемы с передвижениями вне пределов Марокко.

### Мятеж, расправа, конфликт
10 июля 1971 командующий королевской гвардией генерал Мохамед Медбух и подполковник гвардии Мохамед Абабу подняли военный мятеж в Схирате. Побудительным мотивом было возмущение коррупцией. Мятежники захватили в плен несколько сотен представителей марокканской элиты — Махзена — включая Хасана II и восьмилетнего наследного принца — будущего Мухаммеда VI. Оказался в плену и генерал Уфкир. Более девяноста человек были убиты (в том числе бывший премьер-министр Мухаммед Ахмед Бахнини), более ста тридцати ранены. Однако король, пользуясь традиционным почтением к монархии, сумел овладеть положением. Правительственные силы под командованием Ахмеда Лараки и Ахмеда Длими подавили мятеж. Репрессиям подверглись около полутора тысяч человек, сотни из них убиты без суда.
Многие из мятежников были связаны с Уфкиром и считались его друзьями. Между тем, именно ему было приказано провести расследование и расправу. После этого Уфкир был снят с руководства МВД и назначен министром обороны. Формально посты были равнозначны, но реально перевод означал понижение и сокращение полномочий. Королевское доверие к Уфкиру явно снизилось. Сам он также был недоволен и оскорблён отношением короля.

## Заговор и смерть
Мохамед Уфкир не имел с Хасаном II сколько-нибудь серьёзных политических разногласий. Но после Схиратского мятежа отношения между генералом и королём резко ухудшились. Уфкир стал склоняться к организации заговора для сведения счётов и установления собственного полновластия. Стать монархом он не мог. Республиканские взгляды (характерные для некоторых «схиратцев») были ему чужды. Но, по последующим данным, Уфкир планировал физическое устранение Хасана II, возведение на трон малолетнего наследника и создание регентского совета под собственным председательством.
Попытка была предпринята 16 августа 1972. Хасан II возвращался в Марокко из Франции. По королевскому лайнеру открыли огонь истребители марокканских ВВС. Были нанесены повреждения, несколько пассажиров погибли. Но Хасан II вновь быстро сориентировался. Он вышел на радиосвязь с нападавшими, выдал себя за бортинженера и дезинформировал атакующих, сказав им «тиран мёртв». Обстрел прекратился, самолёт приземлился в Рабате.
Расследование Хасан II поручил генералу Длими. Быстро установилась причастность Мохамеда Уфкира. Он был арестован и доставлен в королевский дворец. Неделю спустя министр внутренних дел Мохамед Бенхима официально объявил, что разоблачённый Уфкир покончил с собой. Официальная версия вызвала большие сомнения, поскольку причиной смерти Уфкира стали несколько огнестрельных ранений. По ряду свидетельств, считающихся достоверными, Уфкир был подвергнут жёсткому допросу в присутствии короля. Допрашивали Ахмед Длими и министр королевского двора генерал Мулай Алауи. После допроса Длими расстрелял Уфкира.
Хасан II сказал, что после опыта с Уфкиром больше не может верить никому и никогда. Задним числом он осудил жестокость Уфкира при казнях оппозиционеров, против чего прежде не высказывал возражений.

## Судьба семьи
Мохамед Уфкир был женат, имел шестерых детей. История его брака с Фатемой Уфкир носила драматично-романтичный оттенок: супруги разводились, затем сошлись вновь. Старшая дочь Малика Уфкир была удочерена Мухаммедом V, воспитывалась в королевской семье.
После августовских событий 1972 родственники Мохамеда Уфкира подверглись репрессиям. Семейная собственность была конфискована королём как имущество государственного преступника. Вдова и дети (в возрасте от девятнадцати до двух лет) провели в заключении почти два десятилетия без суда и без конкретного обвинения. Условия десятилетнего содержания в тайной тюрьме в Сахаре были весьма суровыми. Просьбы о помиловании, голодовки, попытки суицида Хасан II игнорировал. Только в 1987 их перевели под домашний арест в Рабате. Малика с братьями и сёстрами совершили побег, были схвачены, но информация широко разошлась. Французское правительство выразило недовольство марокканским властям. После этого условия ареста были смягчены. Освободить вдову и детей Хасан II позволил только в 1991.
Фатема Уфкир осталась в Марокко. Она написала книгу «Королевские сады: Уфкир, Хасан II и мы». Скончалась в 2013 в возрасте 75 лет. Малика Уфкир, её братья Абдельлатиф и Рауф, сёстры Мариам, Мария и Сукейна эмигрировали в Европу и перешли в католичество. Малика живёт во Франции, стала известной писательницей. Её книга «Украденные жизни: двадцать лет тюрьмы в пустыне» считается не только очерком семейной истории, но и серьёзным историческим свидетельством. Рауф Уфкир известен как политолог.